# Callistosporium terrigenum
Callistosporium terrigenum är en svampart som beskrevs av Singer 1950. Callistosporium terrigenum ingår i släktet Callistosporium och familjen Tricholomataceae.   Inga underarter finns listade i Catalogue of Life.